# Barbara Hale
Barbara Hale (DeKalb, Illinois, 18 de abril de 1922 – Sherman Oaks, Califórnia, 26 de janeiro de 2017) foi uma atriz estadunidense, mais conhecida por seu papel de Della Street, a secretária do famoso advogado detetive da TV Perry Mason.

## Carreira
Barbara é filha de Luther Ezra Hale, um paisagista, e de Wilma Colvin. Possui ancestrais escoceses e irlandeses. Concluiu a escola em Rockford, Illinois, e depois frequentou a Academia de Belas Artes de Chicago, planejando tornar-se artista. Sua carreira teve início em Chicago quando começou a trabalhar como modelo para pagar seus estudos. Mudou-se para Hollywood em 1943, e apareceu nas telas pela primeira vez nesse mesmo ano, em um pequeno papel não creditado no filme O Homenzinho Está de Azar (Gildersleeve's Bad Day).
Assinou contrato com a RKO no início dos anos 1940. Atuou em A Lua a Seu Alcance (Higher and Higher, 1943), com Frank Sinatra, A Dama da Sorte (Lady Luck, 1946), ao lado de Robert Young e Frank Morgan, Ninguém Crê em Mim (The Window, 1949), e O Trovador Inolvidável (Jolson Sings Again, 1949), com Larry Parks interpretando Al Jolson e Hale dando vida a sua esposa, Ellen Clark. Interpretou o papel título de O Castelo Invencível (Lorna Doone, 1951) e participou ainda de Aventura Sangrenta (The Far Horizons, 1955), com Charlton Heston.
Hale apareceu também em Aeroporto (Airport, 1970), como a esposa do piloto vivido por Dean Martin. Em 1967, estrelou a série de televisão Custer, na rede ABC.
No entanto, Barbara Hale é mais conhecida pelo seu papel de Della Street, secretária do misto de advogado e detetive Perry Mason. O show foi ao ar de 1957 a 1966, e ela  o reviveu em vários telefilmes. Sua última atuação deu-se em 1995, aos setenta e três anos, quando decidiu se aposentar.[carece de fontes?]

## Vida pessoal
Em 1945, durante as filmagens de  A Oeste de Pecos (West of the Pecos), Hale conheceu o ator Bill Williams. Eles se casaram no ano seguinte e tiveram duas filhas, Johanna e Juanita, e um filho, o também ator William Katt, que interpretou o detetive Paul Drake ao lado da mãe em vários especiais de Perry Mason. Ela também interpretou a mãe do personagem de William Katt em um episódio da série The Greatest American Hero.
Bill Williams morreu vítima de câncer em 1992, após quarenta e seis anos de casamento. A própria Hale também já sobreviveu a um câncer.[carece de fontes?]

## Tributos
Hale foi reconhecida com uma estrela na Calçada da Fama de Hollywood. Ela venceu ainda o prêmio Emmy em 1959, além de ter concorrido ainda em 1961.[carece de fontes?]
Morreu em 26 de janeiro de 2017, aos 94 anos, de complicações de doença pulmonar obstrutiva crônica.

## Filmografia
Estão omitidos os filmes em que a atriz não  recebeu créditos. Também não estão listados seus filmes para TV, inclusive os trinta rodados entre 1985 e 1995, com novas aventuras de Perry Mason. Nessas produções, Hale volta a viver a personagem Della Street, que ela já interpretara nos duzentos e cinquenta e quatro episódios da série. Para uma relação completa, queira ver a página no IMDB dedicada à atriz.
| Ano  | Nome original               | Nome PT/BR                     | Nome PT/PT                     | Notas                      |
| ---- | --------------------------- | ------------------------------ | ------------------------------ | -------------------------- |
| 1943 | Higher and Higher           | A Lua ao Seu Alcance           |                                |                            |
| 1944 | Goin' to Town               |                                |                                |                            |
| 1944 | Heavenly Days               |                                |                                |                            |
| 1944 | The Falcon Out West         | O Anel da Morte                |                                | Série The Falcon           |
| 1944 | The Falcon in Hollywood     | O Falcão em Hollywood          |                                | Série The Falcon           |
| 1945 | West of the Pecos           | A Oeste de Pecos               |                                |                            |
| 1945 | First Yank in Tokio         | Invasão Atômica                |                                |                            |
| 1946 | Lady Luck                   | A Dama da Sorte                |                                |                            |
| 1947 | A Likely Story              | Delicioso Engano               |                                |                            |
| 1948 | The Boy With the Green Hair | O Menino dos Cabelos Verdes    |                                |                            |
| 1949 | The Clay Pigeon             | Alma em Sombras                |                                |                            |
| 1949 | The Window                  | Ninguém Crê em Mim             |                                |                            |
| 1949 | Jolson Sings Again          | O Trovador Inolvidável         |                                |                            |
| 1950 | And Baby Makes Three        | Três É Demais                  |                                |                            |
| 1950 | Emergency Wedding           | Doutora, Tenho Febre           |                                |                            |
| 1950 | The Jackpot                 | Radiomania                     |                                |                            |
| 1951 | Lorna Doone                 | O Castelo Invencível           |                                |                            |
| 1952 | The First Time              | Casa-te e Verás                |                                |                            |
| 1952 | The Last of the Comanches   | O Sabre e a Flecha             |                                |                            |
| 1953 | The Lone Hand               | Na Sombra do Disfarce          |                                |                            |
| 1953 | Seminole                    | Seminole                       |                                |                            |
| 1953 | A Lion in the Streets       | Um Leão Está nas Ruas          |                                |                            |
| 1955 | Unchained                   | Fuga Desesperada               |                                |                            |
| 1955 | The Far Horizons            | Aventura Sangrenta             |                                | BR: ou Expedição Sangrenta |
| 1956 | 7th Cavalry                 | O Fantasma do General Custer   |                                |                            |
| 1956 | The Houston Story           | Bandoleiros de Houston         |                                |                            |
| 1957 | Slim Carter                 | Nos Degraus da Glória          |                                |                            |
| 1957 | The Oklahoman               | Quando as Pistolas Decidem     |                                |                            |
| 1958 | Desert Hell                 | Inferno no Deserto             |                                |                            |
| 1968 | Buckskin                    | O Perigo Caminha a Meu lado    |                                |                            |
| 1970 | Airport                     | Aeroporto                      | Aeroporto                      |                            |
| 1971 | Soul Soldier                | Soldado Almado                 |                                | BR: a grafia está correta  |
| 1975 | The Giant Spider Invasion   | A Invasão das Aranhas Gigantes | A Invasão das Aranhas Gigantes |                            |
| 1978 | Big Wednesday               |                                |                                |                            |